# Егян, Анатолия Бениаминовна
Анатолия Бениаминовна Егя́н (1912—1999) — советская армянская актриса.

## Биография
Родилась 13 мая 1912 года. Актриса Государственного академического драматического театра им. Г. Сундукяна. 
Умерла 21 апреля 1999 года в Ереване.

## Семья
Муж — актёр Габриелян, Гурген Бахшиевич.

## Фильмография
- 1966 — Охотник из Лалвара — эпизод
- 1939 — Люди нашего колхоза — Нази

## Награды и премии
- заслуженный артист Армянской ССР (1962)
- Сталинская премия третьей степени (1952) — за исполнение роли в спектакле «Дерзание» М. Ф. Овчинникова на сцене АрмАДТ имени Г. М. Сундукяна.